# Lissonota filiformis
Lissonota filiformis là một loài tò vò trong họ Ichneumonidae.